# Barbudaskogssångare
Barbudaskogssångare (Setophaga subita) är en fågel i familjen skogssångare inom ordningen tättingar.

## Utseende och läte
Barbudaskogssångaren är en färgglad tätting med unik fjäderdräkt i sitt utbredningsområde. Ovansidan är grå med vita vingband, undersidan lysande gul, liksom ansiktet. Sången är varierande, men består vanligen av en bubblande serie behagliga toner som avges i tre delar, med den mellersta delen ljusast. Lätet är ett enkelt men ljudligt mjukt tjippande.

## Utbredning och systematik
Fågeln förekommer enbart på ön Barbuda i Små Antillerna. Den behandlas som monotypisk, det vill säga att den inte delas in i några underarter.

### Släktestillhörighet
Tidigare placerades den tillsammans med ett stort antal andra arter i släktet Dendroica. DNA-studier visar dock att rödstjärtad skogssångare (Setophaga ruticilla) är en del av denna grupp. Eftersom Setophaga har prioritet före Dendroica inkluderas numera alla Dendroica-arter i Setophaga.

## Status
Barbudaskogssångaren har ett mycket begränsat utbredningsområde med ett bestånd som uppskattas till endast 600–1700 vuxna individer. Det gör den känslig för plötsliga händelser som stormar eller påverkan från människan. Även om inga tecken finns på att arten minskar i antal befaras att dess levnadsmiljö degraderas betänkligt. IUCN kategoriserar arten som sårbar.